# Адзума, Кэндзиро

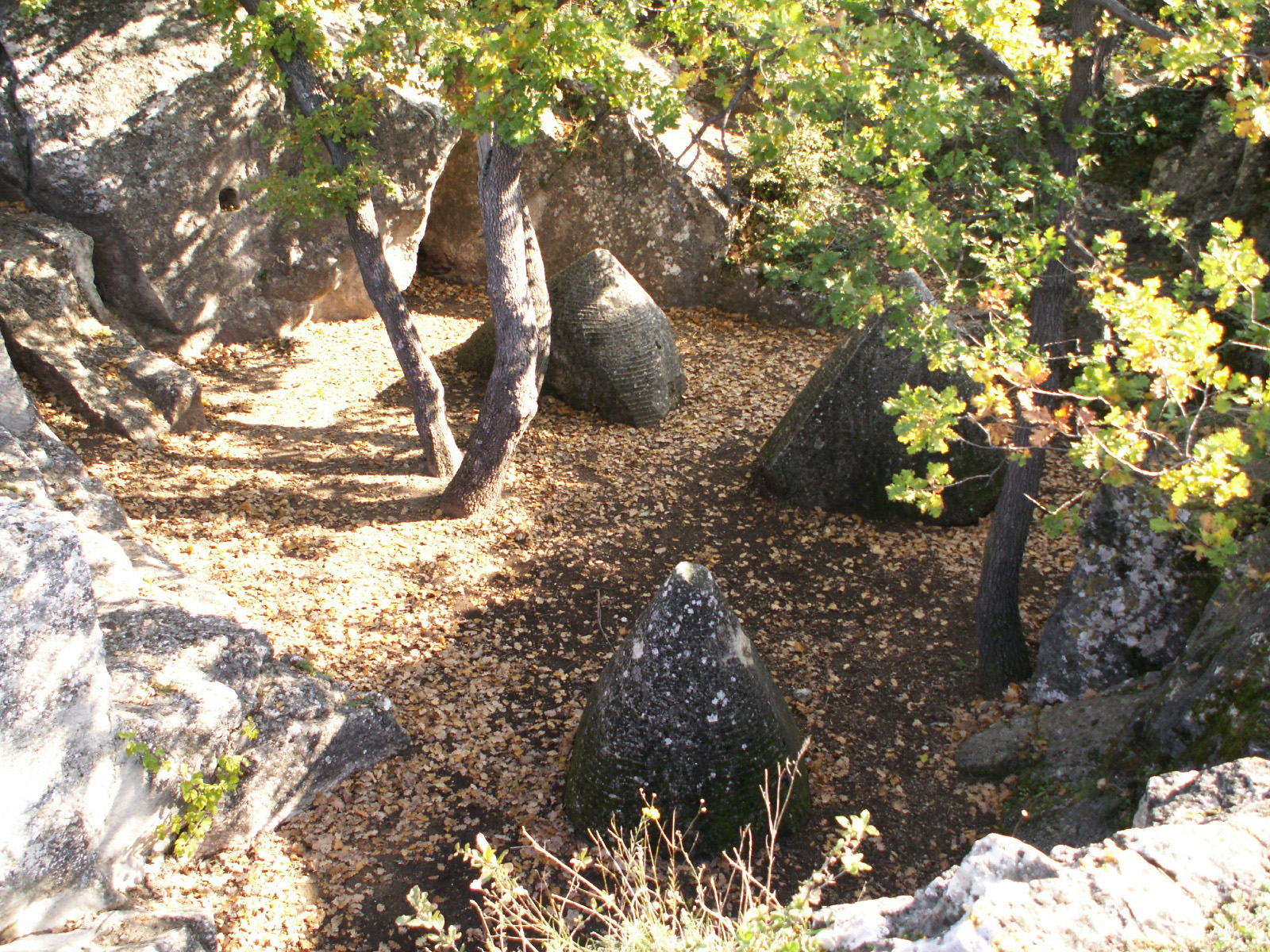
Одна из скульптур Кэндзиро Азума (1971)

Кэндзиро Адзума (яп. 吾妻 兼治郎; 12 марта 1926, Ямагата, Япония — 15 октября 2016, Милан, Италия) — японский скульптор-абстракционист, один из известнейших в Японии после окончания второй мировой войны. Также много лет жил и работал в Италии.

## Жизнь и творчество
Кэндзиро Адзума родился в семье ремесленников, металлистов по бронзе. Во время Второй мировой войны был призван в японский Императорский флот и служил в морской авиации. После окончания войны вернулся в родной город и окончил среднюю школу. В 1949-1954 годы изучает скульптуру в токийской Высшей школе искусств Токийского университета. В течение двух лет знакомится с творчеством итальянских мастеров, таких, как Перикле Фаззини, Эмилио Греко, Лучано Миньюцци и, в особенности, Марино Марини. Получив государственную стипендию для продолжения учёбы за рубежом, Адзума уезжает в Европу и поступает в миланскую Академию ди Брера. В 1958 году в Японии, в Ямагате, проходит его первая индивидуальная выставка. В годы обучения в Академии Брера Адзума посещает класс Марино Марини, бывшего там профессором скульптуры, и со временем становится его ассистентом. В 1961 году проходит его первая персональная выставка в Европе - в миланской галерее Minima Galleria. В том же году скульптор принимает участие в выставке  Arte e Contemplazione  в Венеции, на которой его работам было выделено отдельное помещение. В 1963-м он завоёвывает премию Национального музея современного искусства (Япония), первую из числа присуждённых ему наград. В 1960-е годы проходит несколько экспозиций его произведений в Италии, Германии и Швейцарии. Он участвует в ежегодных выставках японских художников в Токио. В 1964 году принимает участие в выставке современного искусства в Касселе, на documenta III. В 1968 году работает вместе с Антони Тапиес и Альберто Бурри над декором в одном из францисканских монастырей. Первоначально предложенное Адзума распятие было отклонено монахами, однако позднее оно было принято папой Павлом VI и помещено в собрание священного религиозного искусства Ватиканских музеев
В 1970-е годы проходят выставки работ скульптора в Японии (Токио, Осака и Ямагата, в 1974), в Италии (Милан, в 1975 и 1979, и Монца, в 1979), Югославии (Белград и Аранделовац, в 1976) и в Нидерландах. В 1970 году он принимает участие в выставке Expo 70 в Осаке и в экспозиции  „Art japonaise d'Aujourd'hui“ в Париже. В 1980 году Адзума становится профессором в Новой академии изящных искусств в Милане (Nuova Accademia di Belle Arti), где преподаёт до 1990 года. в 1986-1991 годы преподаёт также в Международной летней академии искусств в Зальцбурге. В 1989 году проходит его большая ретроспективная выставка в пяти японских музеях - в Токио, Осаке, Кофу, Сендай и Ямакуре. В 1993 он становится членом Академии да Сан-Лука в Риме. В 1996 он получает в Милане премию Ambrogino d’oro за заслуги перед городом. В 1999 году ему примсуждается звание профессора при Высшей школе искусств в Токио. В 2001 году был награждён японским императором малым орденом Восходящего солнца.

## Дополнения
- documenta: Кендзиро Азума